# Салдус
Салдус (произношение) (на латвийски: Saldus) е град в западна Латвия, намиращ се в историческата област Курземе. Градът е административен център на район Салдус.

## История
Освен с името Салдус градът е познат в немскоговорещия свят и като Фрауенбург. Градът лежи на река Циецере и е за първи път споменат под името Салдене през 1253 година, когато районът става част от владенията на Ливонския орден.
През 1341 година Ливонският орден издига замък и защитна крепост, чиито останки са открити при археологически разкопки заедно с прилежащите към тях християнски гробища. През 1635 година в замъка отсяда херцогът на Курланд и Земгале Фридрих Кетлер, а между 1664 и 1682 година това е резиденцията на херцога Якоб Кетлер. По време на Великата северна война замъкът се превръща в резиденция на шведския крал Карл XII. Преди да бъде превзет от шведите на Салдене са нанесени значителни щети, а след края на войната е унищожен до основи.
В резултат на войната в района на Салдус избухва чумна епидемия, която напълно обезлюдява района около замъка. В следващите 100 години Салдус е само църковна земя, която се използва за стопански цели.
През 1856 година започва възобновяването на района. Салдус получа статут на град през 1917 година. По време на Втората световна война южно от града в периода 1944-1945 година се водят ожесточени битки между Вермахта и Червената армия. От 1950 година Салдус е административен център на район Салдус.

## Известни личности
- Йохан фон Бесер (1654-1729) – немски писател
- Урсула Донат (1931-) – немска лекоатлетка
- Янис Розенталс (1866-1916) - латвийски художник

## Побратимени градове
- Лидербах ам Таунус, Германия
- Старгард Шчечински, Полша
- Лидингьо, Швеция
- Санкт Андре, Австрия
- Пайде, Естония
- Мажейкяй, Литва
- Сергиево-Посад, Русия
- Вилебон сюр Ив, Франция